# Moss Vale
Moss Vale è una città dell'Australia situata nel Nuovo Galles del Sud. Si trova a circa 140 km a sud-ovest di Sydney ed è il centro amministrativo della LGA della contea di Wingecarribee.